# Leckbier

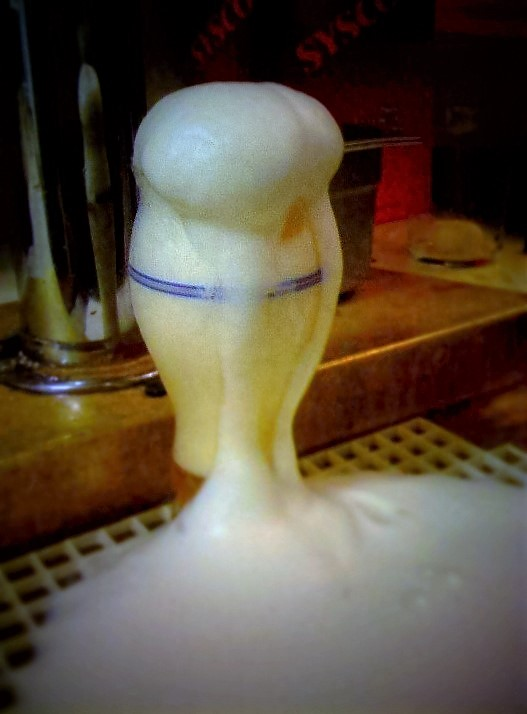
Übergeschäumtes beim Zapfen von Bier, das sich als Leckbier in der Wanne unterhalb der Gitterabdeckung sammelt

Als Leckbier wird das Übergeschäumte oder der abgestrichene Bierschaum beim Zapfbier bezeichnet, der bei Zapfanlagen und häufig auch beim Zapfen von Bier aus Fässern in einer meist mit einer Loch-, Gitter- oder Schlitzplatte abgedeckten Wanne unter dem Zapfhahn aufgefangen wird. Es wurde früher oft zu einem geringeren Preis an finanziell schlechter gestellte Kunden ausgeschenkt.

## Geschichte
Ursprünglich wurde als Leckbier das Bier bezeichnet, das „durch das Lecken der Fässer verloren“ ging und meist in Schalen aufgefangen wurde. Heute wird der Begriff auch für schales, dünnes, abgestandenes oder gepanschtes Bier sowie für eine minderwertige Biersorte benutzt. Teilweise werden unter Leckbier auch die Neigen, Reste aus den Biergläsern, verstanden. Früher wurde Leckbier oft an Bauern abgegeben, die die nährstoffhaltige Flüssigkeit an ihre Schweine verfütterten.
Leckbier, insbesondere abgestandenes Bier, wurde und wird zum Teil bis heute auch bei der handwerklichen Holzimitation als Bindemittel für die Lasur gebraucht, die mit Trockenfarbe im gewünschten Ton vermischt und mit einem Flachpinsel oder Naturschwamm auf das vorbehandelte Werkstück aufgetragen wird. In die Lasur zeichnet der Maler mit einem Pinsel die Maserung. Zum Schluss wird die trockene Lasur mit einem farblosen Lack überzogen. Die alte Handwerkstechnik, die „billiges Holz edler aussehen lässt“, wird auch als Bierlasur bezeichnet.
Frühere Versuche, auch in anderen Ländern wie u. a. England, die Wiederverwendung bzw. den Vertrieb von Leckbier zum menschlichen Genuss durch gesetzliche Regelungen zu unterbinden, hatten oft wenig Erfolg. Dabei galten insbesondere „zusammengeschüttete Bierreste“ wegen der möglichen Keimbelastung als gesundheitsgefährdend.
Mindestens seit dem 18. Jahrhundert sind Fälle dokumentiert, in denen das Weiterverwenden von Bierresten aus Fässern (auch Tropfbier bzw. Abtropfbier genannt) sowie Bierresten aus Gläsern (auch Ständerlingsbier, Neigebier, Neigbier oder Bierneigen genannt) bestraft wurde.
Der Begriff „Leckbier“ wird teils einzelnen Sprachregionen oder Regiolekten wie zum Beispiel dem „Hamburgischen“ zugeordnet, war bzw. ist aber auch in anderen Teilen des deutschen Sprachraumes anzutreffen.